# Sedcard

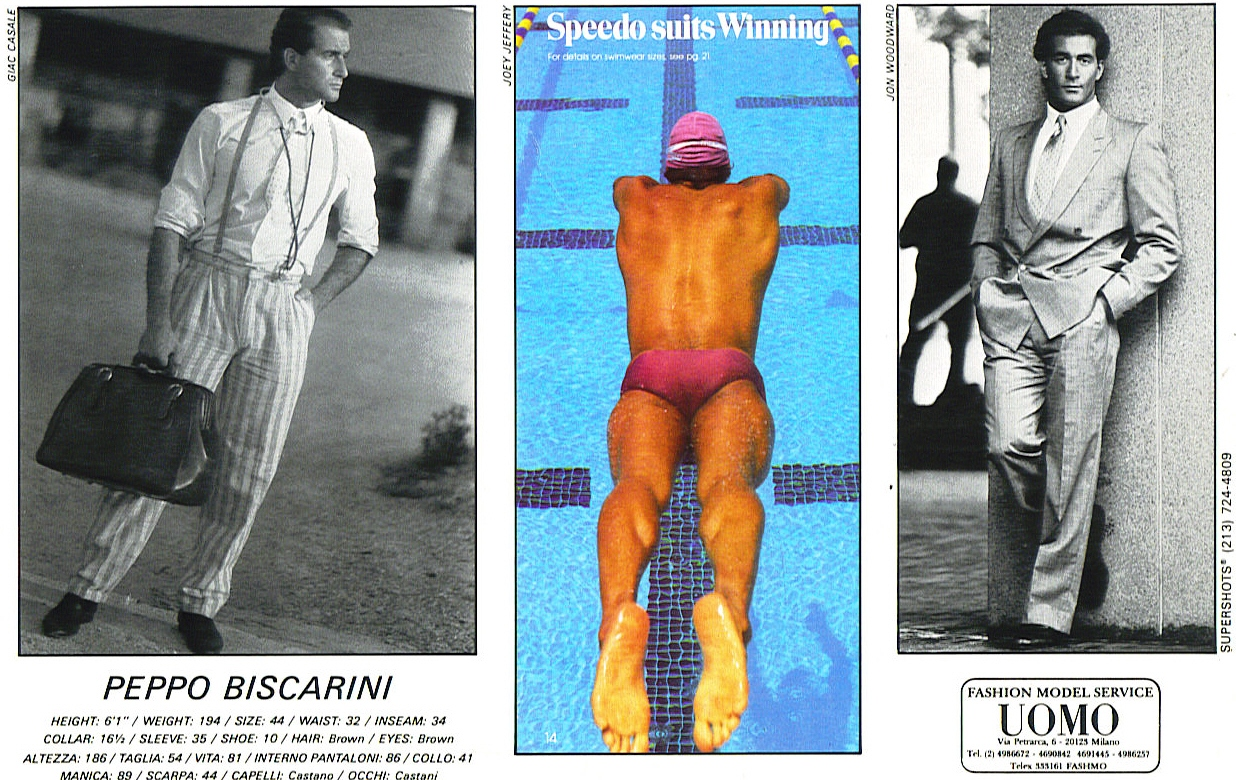
Beispiel einer Rückseite einer Sedcard

Sedcard (weitere Schreibweise: Sed-Karte) bezeichnet – vor allem im deutschen Sprachraum – eine Bewerbungsunterlage für Models bei Agenturen, Magazinen oder Fotografen. Die international gebräuchliche Bezeichnung lautet Comp Card (von engl. composite card = zusammengestellte Mappe).

## Allgemein
Branchenüblich erfolgt die offizielle Präsentation eines Models anhand eines Modelbooks sowie einer Sedcard.
Heute erwarten alle etablierten Modelagenturen von ihren Bewerbern die Vorlage von professionellen Fotos für ihre Modellkartei. Besonders die Topagenturen akzeptieren keine Amateurbilder. In der Regel muss das Model der Agentur eine fertige Sedcard oder zumindest professionelle Bilder vorlegen. Dabei müssen sich Anfänger und Semiprofis in der Regel selbst um die Erstellung hochwertiger Bilder für eine Sedcard oder das Modelbook bemühen, um diese dann den Agentur-Scouts vorlegen zu können. Daher ist ein Shooting mit einem professionellen, auf Sedcards spezialisierten Fotografen empfohlen. Die Preise für ein Shooting liegen je nach Serviceumfang zwischen 250 und 1250 Euro.

## Einzelheiten
Ein Modelbook aus Leder oder Kunststoff beinhaltet 6 bis 12 Seiten im Mindestformat DIN A4. Jede Seite ist eine stabile Plastikhülle und fasst auf der Vorder- und Rückseite jeweils ein großformatiges Bild. Die Begrüßungsseite sollte ein Blatt mit dem Künstlernamen und den persönlichen Körpermaßen enthalten. Auf dem Blatt am Ende der Mappe können besondere Fähigkeiten und Referenzen dokumentiert werden. Insgesamt können also 10 bis 22 Fotos präsentiert werden.
Bei einer Sedcard handelt es sich um eine beidseitig bedruckte Kartonkarte in DIN A5, manchmal DIN A4 oder US-Statement/Half, mit aussagekräftigen Fotos und den wichtigsten Daten über das Model.
Auf der Vorderseite ist Platz für den Künstlernamen mit einem großen Gesichtsfoto. Die Rückseite zeigt 2 bis 4 weitere Bilder, eine Auflistung der persönlichen Körpermaße, die Kontaktdaten sowie gegebenenfalls einen Adressaufkleber der Agentur.

## Namensgeschichte
Benannt sind Sedcards nach dem Erfinder Sebastian Sed, dem Geschäftsführer (mit Teilhaberin Dorothee Parker) der britischen Modelagentur Parker-Sed. Diese war in den 1960er Jahren mit Büros unter anderem in Hamburg und New York City als eine der ersten Agenturen auf vielen Kontinenten tätig. Zur Vereinfachung von Auswahl und Buchung der internationalen Modelle entwickelte Sebastian Sed eine Standardisierung, die rasch auch von anderen Agenturen angewandt wurde. Durch seine kleine „Erfindung“ ist Sebastian Sed nicht reich geworden; die Agentur Parker-Sed wurde 1993 geschlossen. Die SedCard aber ist geblieben.

## Anforderungen
Die Sedcard soll einen generellen Überblick verschaffen. Die Agentur-Scouts wünschen daher mehrere Aufnahmen mit sehr unterschiedlichem Look in abwechslungsreichen Outfits an verschiedenen Orten. Die schwarz-weißen und farbigen Fotos sollen die komplette Persönlichkeit des Modells präsentieren und sowohl Gesichtsbilder als auch Ganzkörperfotos umfassen.
Je nach gewünschtem Einsatzbereich zeigt das Model seine besonders vorteilhaften Seiten in verschiedenen Perspektiven, beispielsweise das Gesicht, die Frisur, die Hände oder Füße oder auch den ganzen Körper.